# Jacob Jansz. van Velsen

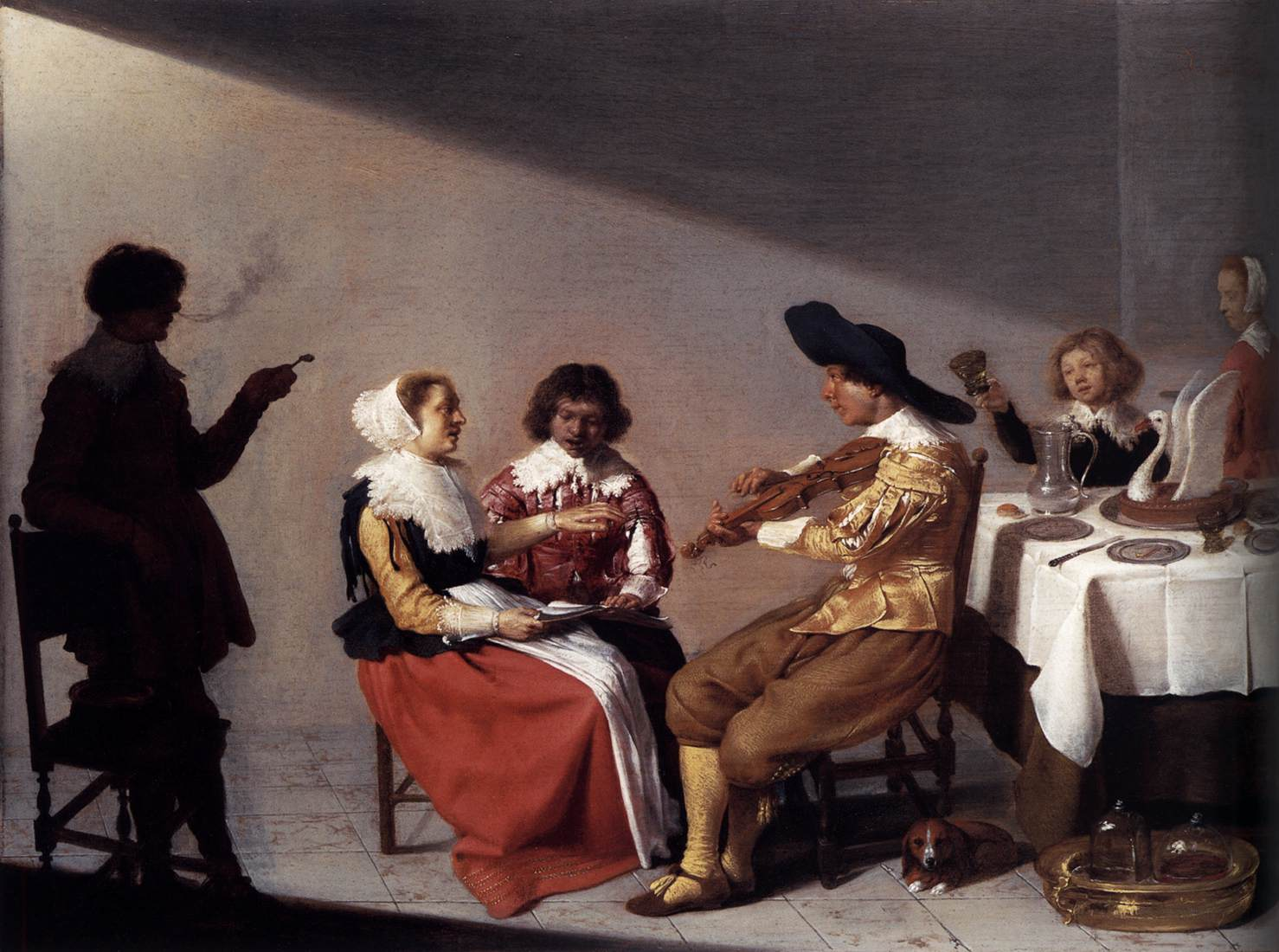
Elegant rokend en musicerend gezelschap in een interieur, 1631, National Gallery, Londen

Jacob Jansz. van Velsen (Delft, ca. 1597 - Amsterdam, 16 september 1656) was een Nederlands kunstschilder uit de periode van de Gouden Eeuw. Hij vervaardigde voornamelijk genrestukken, veelal van elegante gezelschappen in een interieur. 
Van het leven van de schilder is weinig bekend. Hij was de zoon van Jan Jacobsz van Velsen en Janntegen Jansdr van der Hooch. 18 April 1625 werd hij lid van het Delftse Sint-Lucasgilde. Hij was van eenvoudige komaf, zijn moeder moest zijn entreegeld in drie termijnen afbetalen,  maar hij trouwde in 1626 de zeer welgestelde weduwe van Joost Hesemansz, waardoor hij niet van zijn kunst hoefde te leven en zich ook aan andere hobby's kon wijden. Hij woonde zijn hele leven in Delft, maar stierf in Amsterdam. Hij kreeg een grootse begrafenis in Delft. Hij bezat verschillende huizen in en buiten Delft, zo'n 150 schilderijen en een aanzienlijke collectie porselein en naturalia. 
Van Velsen werkte in de stijl van Anthonie Palamedesz., maar of hij bij hem in de leer is geweest is niet bekend.
- Biografisch Portaal: 45331178
- RKD-Nederlands Instituut voor Kunstgeschiedenis: 79866
- Union List of Artist Names: 500020456
- Virtual International Authority File: 95806935